# Hrvatska država (Zagreb)
Hrvatska država je bio hrvatski dnevnik iz Zagreba. Slogan je bio "glasilo za narodno ujedinjenje".
Izlazile su od 4. rujna 1917. do 23. prosinca 1918. godine, svakim danom osim nedjelje. 
Nastavljale su baštinu dnevnika Hrvatske slobode.
Izdavač je bio Saborski klub Starčevićeve stranke prava.
Uređivao ih je: 
- Franjo Pećnjak

Na baštinu dnevnika Hrvatske nastavlja se dnevni list Hrvat.